# Keira Walsh
Keira Walsh (ur. 8 kwietnia 1997 w Rochdale) – angielska piłkarka, występująca na pozycji pomocniczki w hiszpańskim klubie FC Barcelona oraz w reprezentacji Anglii. Uczestniczka Mistrzostw Świata 2019 i 2023 oraz Mistrzostw Europy 2022.

## Statystyki

### Klubowe
Na podstawie:
(stan na 30 stycznia 2024)
| Klub                  | Sezonów | Liga                    | Liga  | Liga   | Puchar krajowy | Puchar krajowy | Kontynentalne | Kontynentalne | Suma  | Suma   |
| Klub                  | Sezonów | Liga                    | Mecze | Bramki | Mecze          | Bramki         | Mecze         | Bramki        | Mecze | Bramki |
| --------------------- | ------- | ----------------------- | ----- | ------ | -------------- | -------------- | ------------- | ------------- | ----- | ------ |
| Blackburn Rovers F.C. | 1       | ?                       | 9     | 3      | 0              | 0              | –             | –             | 9     | 3      |
| Manchester City F.C.  | 8       | FA Women’s Super League | 105   | 7      | 34             | 1              | 33            | 1             | 172   | 9      |
| FC Barcelona          | 2       | Liga F                  | 36    | 2      | 6              | 0              | 14            | 1             | 56    | 3      |
|                       | Łącznie | Łącznie                 | 150   | 12     | 40             | 1              | 47            | 2             | 237   | 15     |

### Reprezentacyjne
Na podstawie:
| Mecze w reprezentacji na Mistrzostwach Świata 2019 | Mecze w reprezentacji na Mistrzostwach Świata 2019 | Mecze w reprezentacji na Mistrzostwach Świata 2019 | Mecze w reprezentacji na Mistrzostwach Świata 2019 | Mecze w reprezentacji na Mistrzostwach Świata 2019 | Mecze w reprezentacji na Mistrzostwach Świata 2019 | Mecze w reprezentacji na Mistrzostwach Świata 2019 | Mecze w reprezentacji na Mistrzostwach Świata 2019 | Mecze w reprezentacji na Mistrzostwach Świata 2019 |
| Lp.                                                | Data                                               | Miasto                                             | Przeciwnik                                         | Wynik                                              | Czas                                               | Gole                                               | Inne                                               | Faza turnieju                                      |
| -------------------------------------------------- | -------------------------------------------------- | -------------------------------------------------- | -------------------------------------------------- | -------------------------------------------------- | -------------------------------------------------- | -------------------------------------------------- | -------------------------------------------------- | -------------------------------------------------- |
| 1.                                                 | 09.06.2019                                         | Nicea                                              | Szkocja                                            | 2:1 (2:0)                                          | 1'–90'                                             |                                                    |                                                    | Faza grupowa                                       |
| 2.                                                 | 19.06.2019                                         | Nicea                                              | Japonia                                            | 2:0 (1:0)                                          | 1'–72'                                             |                                                    |                                                    | Faza grupowa                                       |
| 3.                                                 | 23.06.2019                                         | Valenciennes                                       | Kamerun                                            | 3:0 (2:0)                                          | 1'–90'                                             |                                                    |                                                    | 1/8 finału                                         |
| 4.                                                 | 27.06.2019                                         | Hawr                                               | Norwegia                                           | 3:0 (2:0)                                          | 1'–90'                                             |                                                    |                                                    | Ćwierćfinał                                        |
| 5.                                                 | 02.07.2019                                         | Décines-Charpieu                                   | Stany Zjednoczone                                  | 1:2 (1:2)                                          | 1'–71'                                             |                                                    |                                                    | Półfinał                                           |

| Mecze w reprezentacji na Mistrzostwach Świata 2023 | Mecze w reprezentacji na Mistrzostwach Świata 2023 | Mecze w reprezentacji na Mistrzostwach Świata 2023 | Mecze w reprezentacji na Mistrzostwach Świata 2023 | Mecze w reprezentacji na Mistrzostwach Świata 2023 | Mecze w reprezentacji na Mistrzostwach Świata 2023 | Mecze w reprezentacji na Mistrzostwach Świata 2023 | Mecze w reprezentacji na Mistrzostwach Świata 2023 | Mecze w reprezentacji na Mistrzostwach Świata 2023 |
| Lp.                                                | Data                                               | Miasto                                             | Przeciwnik                                         | Wynik                                              | Czas                                               | Gole                                               | Inne                                               | Faza turnieju                                      |
| -------------------------------------------------- | -------------------------------------------------- | -------------------------------------------------- | -------------------------------------------------- | -------------------------------------------------- | -------------------------------------------------- | -------------------------------------------------- | -------------------------------------------------- | -------------------------------------------------- |
| 1.                                                 | 22.07.2023                                         | Brisbane                                           | Haiti                                              | 1:0 (1:0)                                          | 1'–90'                                             |                                                    |                                                    | Faza grupowa                                       |
| 2.                                                 | 28.07.2023                                         | Sydney                                             | Dania                                              | 1:0 (1:0)                                          | 1'–38'                                             |                                                    |                                                    | Faza grupowa                                       |
| 3.                                                 | 07.08.2023                                         | Brisbane                                           | Nigeria                                            | 0:0 (k. 4:2)                                       | 1'–120'                                            |                                                    |                                                    | 1/8 finału                                         |
| 4.                                                 | 12.08.2023                                         | Sydney                                             | Kolumbia                                           | 2:1 (1:1)                                          | 1'–90'                                             |                                                    |                                                    | Ćwierćfinał                                        |
| 5.                                                 | 16.08.2023                                         | Sydney                                             | Australia                                          | 3:1 (1:0)                                          | 1'–90'                                             |                                                    |                                                    | Półfinał                                           |
| 6.                                                 | 20.08.2023                                         | Sydney                                             | Hiszpania                                          | 0:1 (0:1)                                          | 1'–90'                                             |                                                    |                                                    | Finał                                              |

## Najważniejsze sukcesy
Na podstawie:

### Klubowe
Z Manchesterem City:
- Mistrzyni Anglii 2016
- Puchar Anglii 2016/17, 2018/19, 2019/20

Z FC Barceloną:
- Mistrzyni Hiszpanii 2022/23
- Superpuchar Hiszpanii 2022/23, 2023/24

### Reprezentacyjne
- Mistrzyni Europy 2022
- Wicemistrzyni świata 2023